# Brillant (1690)
Pour les autres navires du même nom, voir Brillant (navire de la marine française).
Le Brillant était un navire de ligne de 60-66 canons de la Marine royale française, de second puis de troisième rang. Il fut construit en 1689-1690 au Havre sous la direction du maître charpentier Etienne Salicon et resta en service jusqu’en 1719. C’était le quatrième navire de la Marine française à porter ce nom. La décoration de la poupe et de la proue, très soignée, était l’œuvre du sculpteur Jean Bérain. Mis à l'eau dans les années d’apogée de la flotte de Louis XIV, il servit lors de la guerre de la Ligue d'Augsbourg (1688 - 1697) et de la guerre de Succession d'Espagne (1702 - 1714).

## La place duBrillantdans la flotte de Louis XIV
Le Brillant faisait partie de la deuxième flotte de Louis XIV, c'est-à-dire celle qui avait été profondément renouvelée pour tirer les leçons de la guerre de Hollande (1672-1678). Le Brillant comptait parmi les soixante-trois vaisseaux lancés de 1681 à 1690 pour rénover les effectifs avec des bâtiments plus grands, plus solidement construits et porteurs de pièces de plus gros calibre. Dans le détail, il fit partie du « boom » de construction des années 1689-1693 qui vit sortir des arsenaux français quatre-vingt-six vaisseaux et frégates, soit une moyenne de dix-sept lancements par an. Son armement se répartissait de la façon suivante : 
- le premier pont, percé à 12 sabords portait vingt-quatre pièces de 24 livres ;
- le second, percé à 13 sabords portait vingt-six pièces de 12 livres ;
- le gaillard d'arrière portait huit canons de 4 ou 6 livres (quatre sur chaque bord) ;
- le gaillard d'avant portait deux canons de 4 ou 6 livres[10].

Cette artillerie correspondaient à peu près à la moyenne de puissance de feu des navires de ligne français de l’époque qui tournait autour de 62-64 pièces (contre 40-42 en 1661 et 56-58 en 1671). Cet armement le classait dans la catégorie des vaisseaux de deuxième rang. Il varia ensuite dans le temps en ayant tendance à progresser. En fin de carrière le Brillant porta jusqu'à 66 pièces. En 1690, il faisait partie des quatre-vingt-quatre ou quatre-vingt-cinq vaisseaux dont Louis XIV pouvait disposer en guerre (cent-trente-quatre avec les frégates) et qui causaient beaucoup d’inquiétude aux autres puissances navales.
Un premier rapport rendu en 1691 le décrivait comme « bon voilier». Un autre, en 1704 disait qu’il « porte bien la voile». Il pouvait atteindre la vitesse, très élevée pour l’époque, de 6 nœuds. Il était aussi décrit comme ayant de larges cales, ce qui le rendait propre aux voyages au long cours. C’était donc un vaisseau assez réussi.

## Historique (1690 - 1719)

### La guerre de la Ligue d'Augsbourg (1688 - 1697)

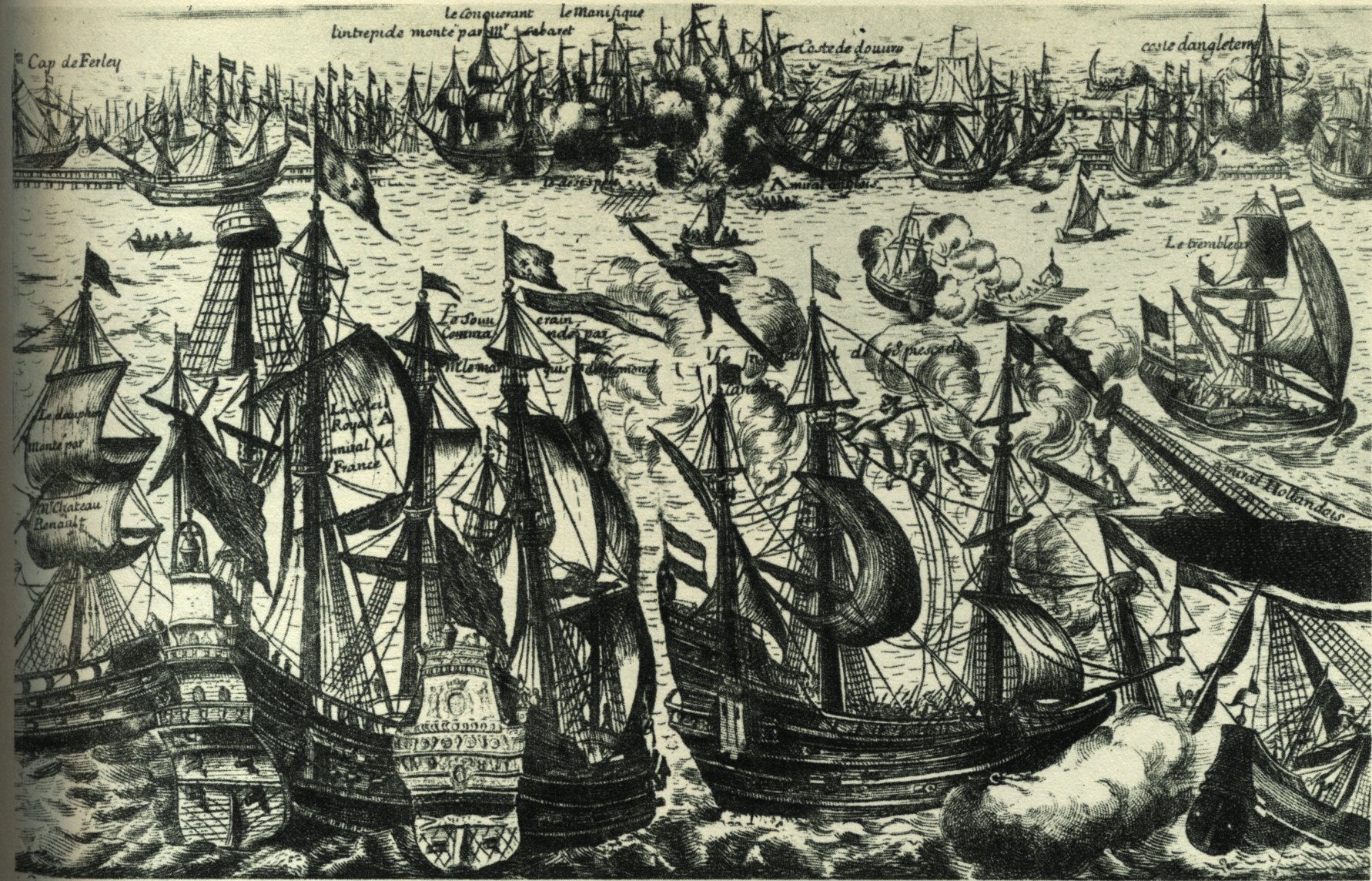
La bataille de Béveziers, à laquelle participa le Brillant en 1690.

Le vaisseau entra en service alors que la guerre avec l’Angleterre et la Hollande avait repris l’année précédente et fut aussitôt engagé dans les opérations. Il était commandé par le capitaine de Beaujeu et fit partie de l’armée navale qui quitta Brest le 23 juin 1690 sous les ordres de Tourville pour chercher à combattre les Anglo-Hollandais. Le 10 juillet 1690, il participa à la bataille de Béveziers dans la Manche ; c’était le 29e bâtiment sur la ligne française. En 1691 il n’y eut pas de grande bataille, malgré la campagne dite « du large » qui mobilisa plus de soixante-dix vaisseaux du 25 juin au 14 août 1691 dont sans doute le Brillant.
En 1692, le Brillant passa sous les ordres du commandeur de Combes et se retrouva intégré une nouvelle fois dans l’armée navale de Tourville qui appareilla de Brest le 12 mai pour couvrir une tentative de débarquement en Angleterre. Le 29 mai, il participa à la très dure bataille de Barfleur où les Français se retrouvèrent à lutter à un contre deux contre les Anglo-Hollandais. Il occupait la 14e position sur la ligne. Au soir de la bataille il fit partie du groupe de vaisseaux qui réussit à se replier, échappant ainsi à la bataille de la Hougue. En 1693, il était encore dans l’armée navale de Tourville lorsqu'elle intercepta, le 27 juin, le convoi de Smyrne sur les côtes portugaises.
On ne trouve plus trace, pour la suite du conflit, (qui dure jusqu’en 1697) de la participation du Brillant. C’est peut-être un des effets du changement de stratégie opéré en 1694 par Louis XIV qui décida, à la suite de l’abandon des tentatives de débarquement en Angleterre, de laisser de côté la guerre d’escadre (trop coûteuse et mobilisant trop de marins) au profit de la guerre au commerce menée par des vaisseaux plus petits (de 3e, 4e ou 5e rang) ou des frégates.

### La guerre de Succession d’Espagne (1702 – 1714)

#### Mission aux Antilles (1706)

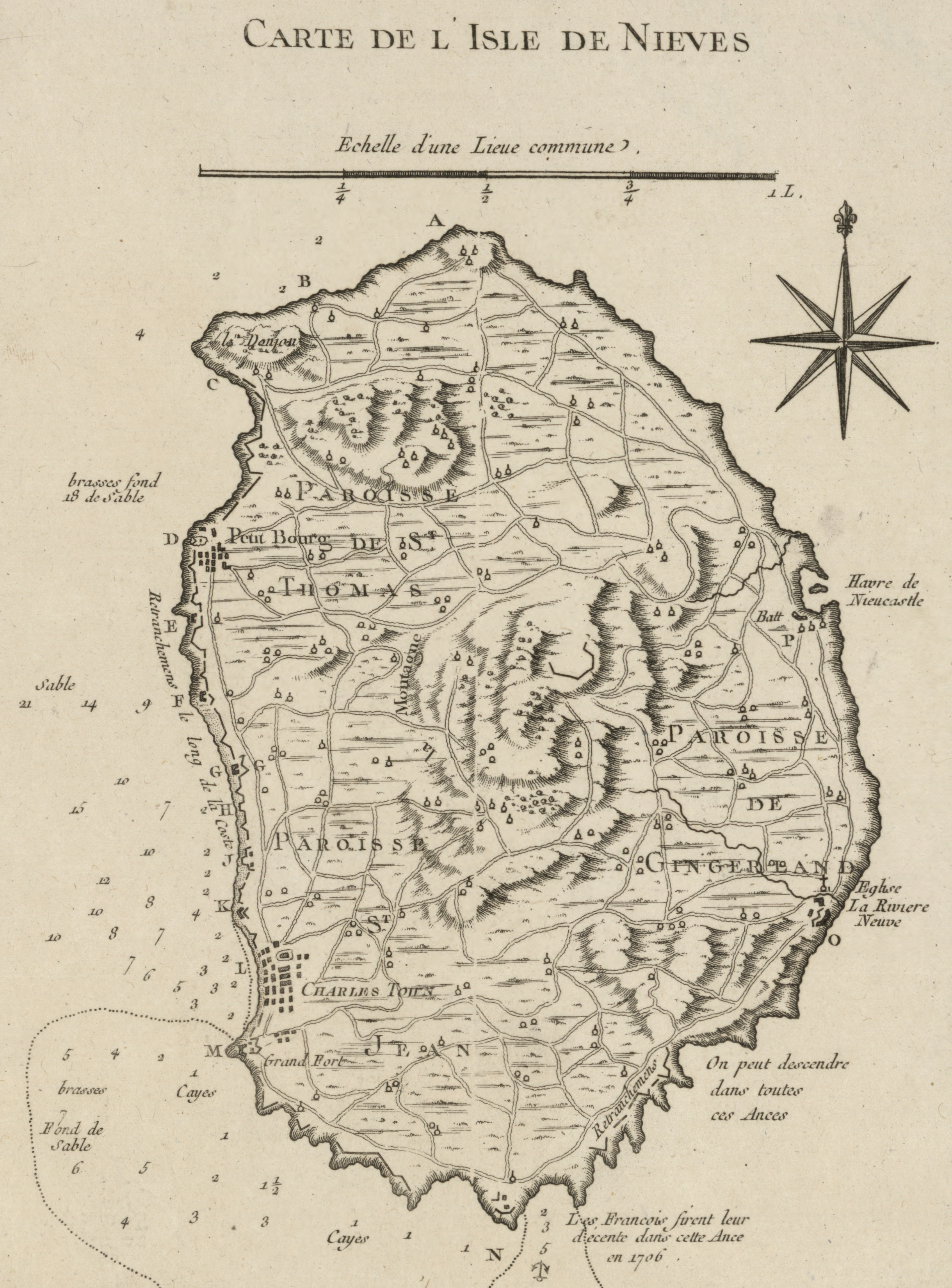
L’île de Nevis, prise en 1706, opération à laquelle participa le Brillant.

Au début de la Succession d’Espagne, le Brillant stationne alternativement à Rochefort et à Brest entre 1702 et 1705.
C’est là qu’en août 1705, il fut intégré dans l’importante escadre (onze bâtiments) que Louis XIV mit à la disposition d’Iberville qui avait pour projet de lancer une vaste offensive contre la Nouvelle-Angleterre, New York et Terre-Neuve. Elle se composait de deux divisions qui devaient se rejoindre aux Antilles. Le Brillant, qui avait reçu pour commandant le comte de Choiseuil, fit partie de celle qui appareilla la première, sous les ordres du comte de Chavagnac (cinq vaisseaux, une frégate) à destination de la Martinique. Pour cette mission, son armement avait été porté à 64 canons (vingt-six de 24 livres, vingt-six de 12 livres et douze de six livres).
C’est avec cet effectif que le comte de Choiseuil attaqua en février 1706 l’île de Saint-Christophe sans attendre l’arrivée de son chef. L’île fut pillée, mais sans détruire les forts britanniques. Revenu sur la Martinique, il fit sa jonction avec Iberville qui arrivait de France le 7 mars avec la seconde division (quatre vaisseaux et une frégate). Après avoir rassemblé une importante troupe de flibustiers, Iberville décida d’attaquer l’île de Nevis. Le Brillant, toujours dans la division de Chavagnac, se plaça devant le fort de la Pointe et participa à son bombardement pour fixer l’attention des Anglais alors qu’Iberville organisait un débarquement nocturne qui prenait ces derniers à revers et précipitait leur défaite (4 avril). Iberville prévoyait d’attaquer ensuite la Virginie, mais il mourut à la Havane où il était allé chercher des renforts le 9 juillet 1706 ce qui mit un terme à la campagne.
Le Brillant rentra en France, comme les autres vaisseaux. En 1707, il fut déclassé en vaisseau de troisième de rang et mis en radoub. L’opération fut terminée en 1708, alors qu’avec la crise financière le ministère avait de plus en plus de mal a entretenir la flotte. Le frère de Duguay-Trouin, qui visitait Brest en 1707 constatait qu’il n’y avait plus que quatre vaisseaux disponibles pour les voyages au long cours. Le Brillant en faisait partie, mais restait à quai.

#### Le raid sur Rio de Janeiro (1711)

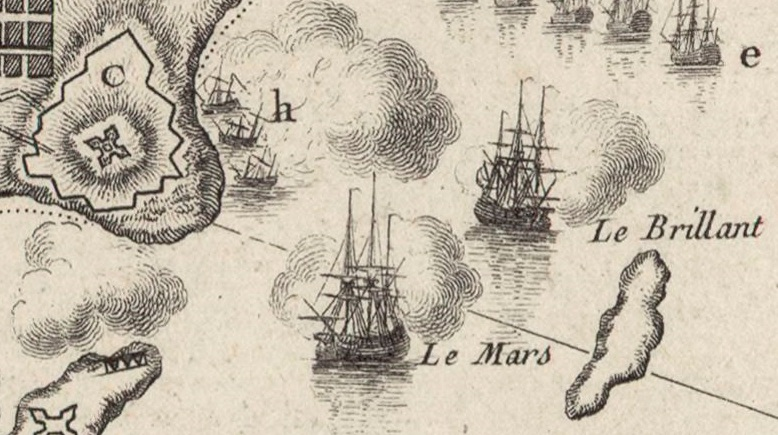
Le Brillant bombardant les forts de Rio de Janeiro avec un autre vaisseau lors du raid de Duguay-Trouin en 1711.

En 1711, le Brillant est réactivé pour participer à la grande attaque de Rio de Janeiro qui avait été confiée à Duguay-Trouin avec les derniers bâtiments disponibles (sept vaisseaux de ligne, six frégates, une galiote à bombes, trois traversiers). Son commandant était le chevalier de Goyon-Beaufort, (choisi comme tous les autres officiers par Duguay-Trouin lui-même, sur ses qualités de marin et de chef). Son armement avait été porté à 66 pièces (vingt-six de 24 livres, vingt-six de 12 livres, quatorze de six livres) et son équipage à 522 hommes.
L’escadre appareilla début juin et trompa toutes les patrouilles anglaises. Elle fut en vue de la passe de Rio le 12 septembre et en força l’entrée aussitôt. Sur la ligne d’attaque, sous le feu portugais, le Brillant, était en deuxième position. Lors de l’assaut général du 13 septembre, le chevalier de Goyon-Beaufort fut chargé du débarquement sur l’île aux chèvres. Puis, en compagnie du Mars, il bombarda et détruisit le fort des Bénédictins qui, avec ses quatre batteries, étaient un des principaux ouvrages protégeant la ville. A terre, Duguay-Trouin, confia l’une des colonnes d’attaque au chevalier de Goyon-Beaufort qui s’illustra dans l’opération.
Après la capitulation des Portugais et le paiement de la rançon demandée, le Brillant prit en novembre le chemin du retour. Il eut la chance d’échapper à la tempête qui au large des Açores, le 19 janvier 1712, envoya par le fond deux des vaisseaux de l’escadre et une partie du butin.
Avec le retour de la paix générale et le maintien de très faibles crédits, le Brillant acheva sa carrière en pourrissant à quai, comme tout le reste de la flotte française. Un rapport de 1717 le signalait en attente d’un « radoub médiocre » à Brest. Il fut rayé des effectifs en 1719, après vingt-neuf ans de carrière.

## Culture populaire
C'est ce trois-mâts qui inspira Hergé pour créer La Licorne, navire d'un ancêtre du capitaine Haddock, François le chevalier de Hadoque, pour les albums Le Secret de La Licorne et Le Trésor de Rackham le Rouge, où le navire joue un rôle prépondérant.
Hergé en réduisit la taille pour en faire plutôt un vaisseau de troisième rang porteur d’une cinquantaine de canons (l’armement varie selon les planches de l’album) et qui correspondait au type de navire que Louis XIV pouvait envoyer dans les Antilles à son époque (les très grosses unités étant réservées aux eaux européennes).

## La maquette duBrillantau Musée national de la Marine
Le Musée national de la Marine à Paris détient un modèle réduit du Brillant. Il a été réalisé vers 1836 par le maquettiste Jean-Baptiste Tanneron sur les documents d’époque. L’œuvre, réalisée à l’échelle 1/40e, mesure 48 cm de haut, 35 cm de large et 140 cm de long. Le navire n’a pas de gréement et ne porte pas son artillerie, le maquettiste ayant surtout porté ses efforts sur la reproduction des décorations de la proue et de la poupe d’après les dessins du maître Jean Bérain. Au pied de la dunette Jean-Baptiste Tanneron a inscrit anachroniquement les mots « Honneur et Patrie ». C’est la devise actuelle de la flotte française, mais elle était totalement inconnue des marins de Louis XIV qui avaient pour habitude de crier « vive le Roi » (et cela jusqu’à la Révolution). Le modèle réduit a été utilisé à l’occasion de l’exposition « Tintin, Haddock et les bateaux » en 1999.

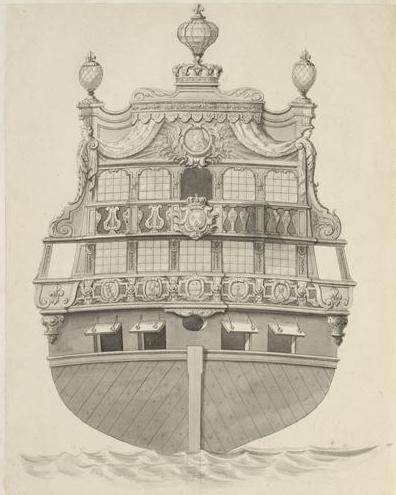
Dessin du tableau arrière du Brillant, par Jean Bérain.
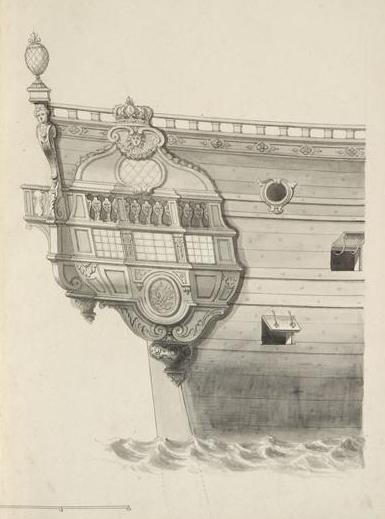
Dessin de la décoration des bouteilles, de chaque côté du gaillard arrière.
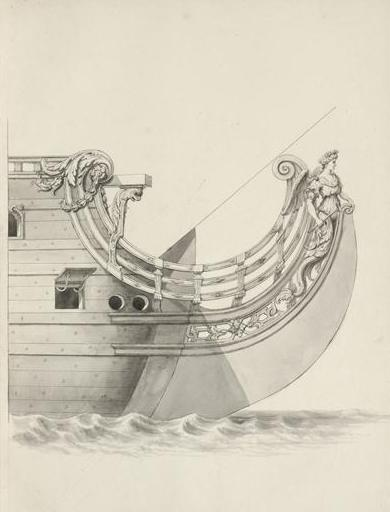
Dessin de l'étrave et de la figure de proue.
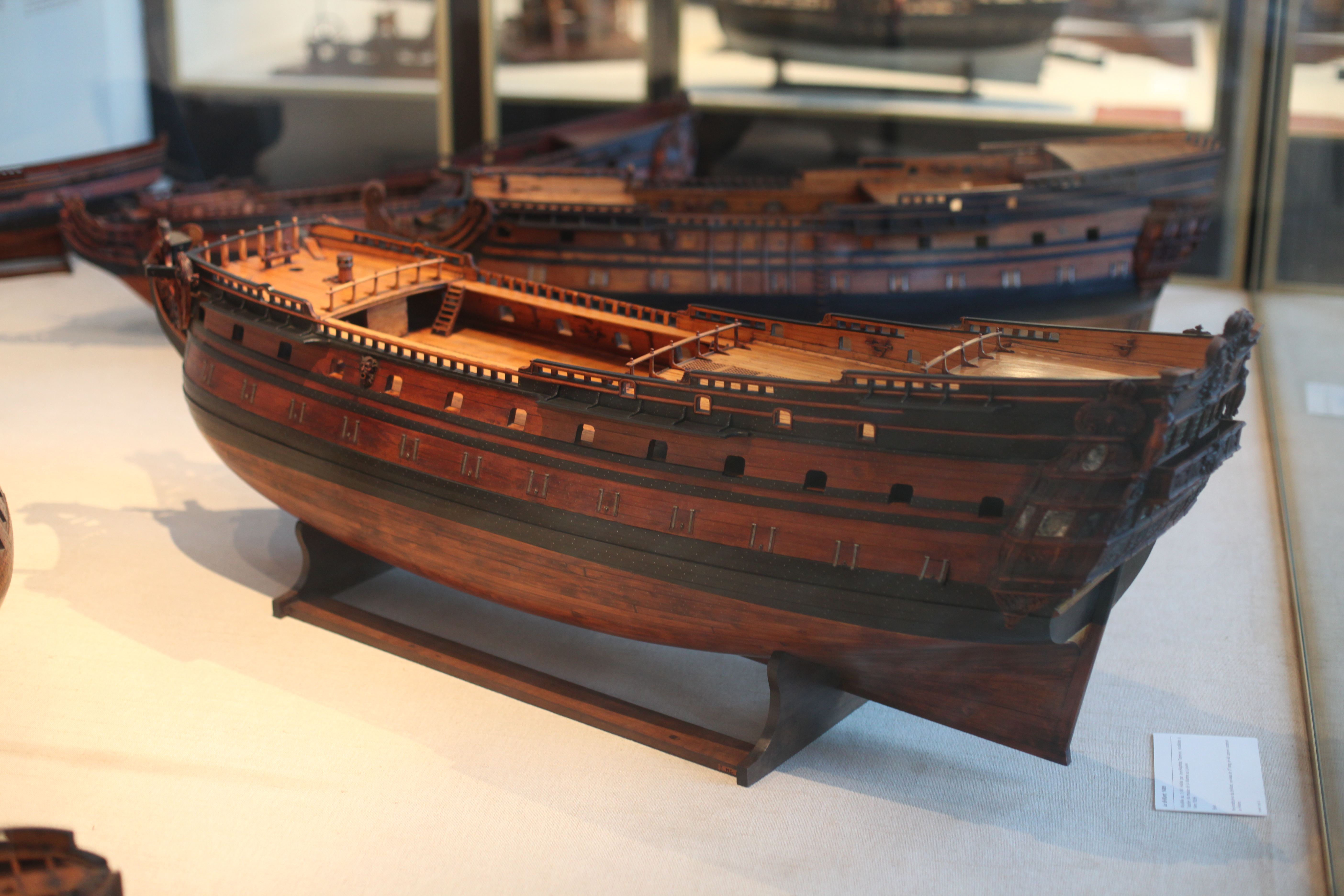
Vue générale du Brillant côté bâbord. Modèle au 1/40e. Musée de la Marine, Paris.
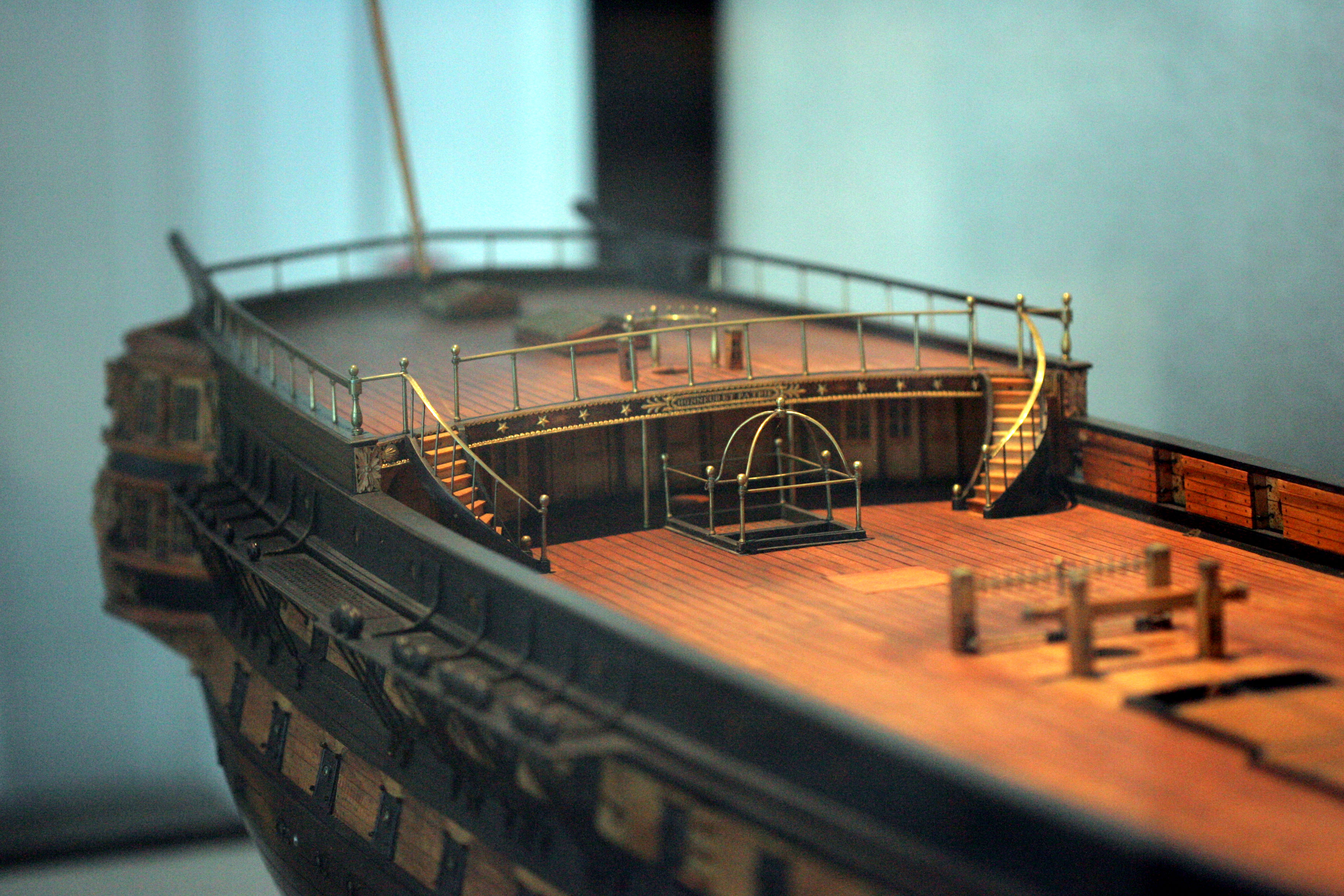
Vue sur la dunette. La devise « Honneur et Patrie » est lisible au pied de la rambarde.
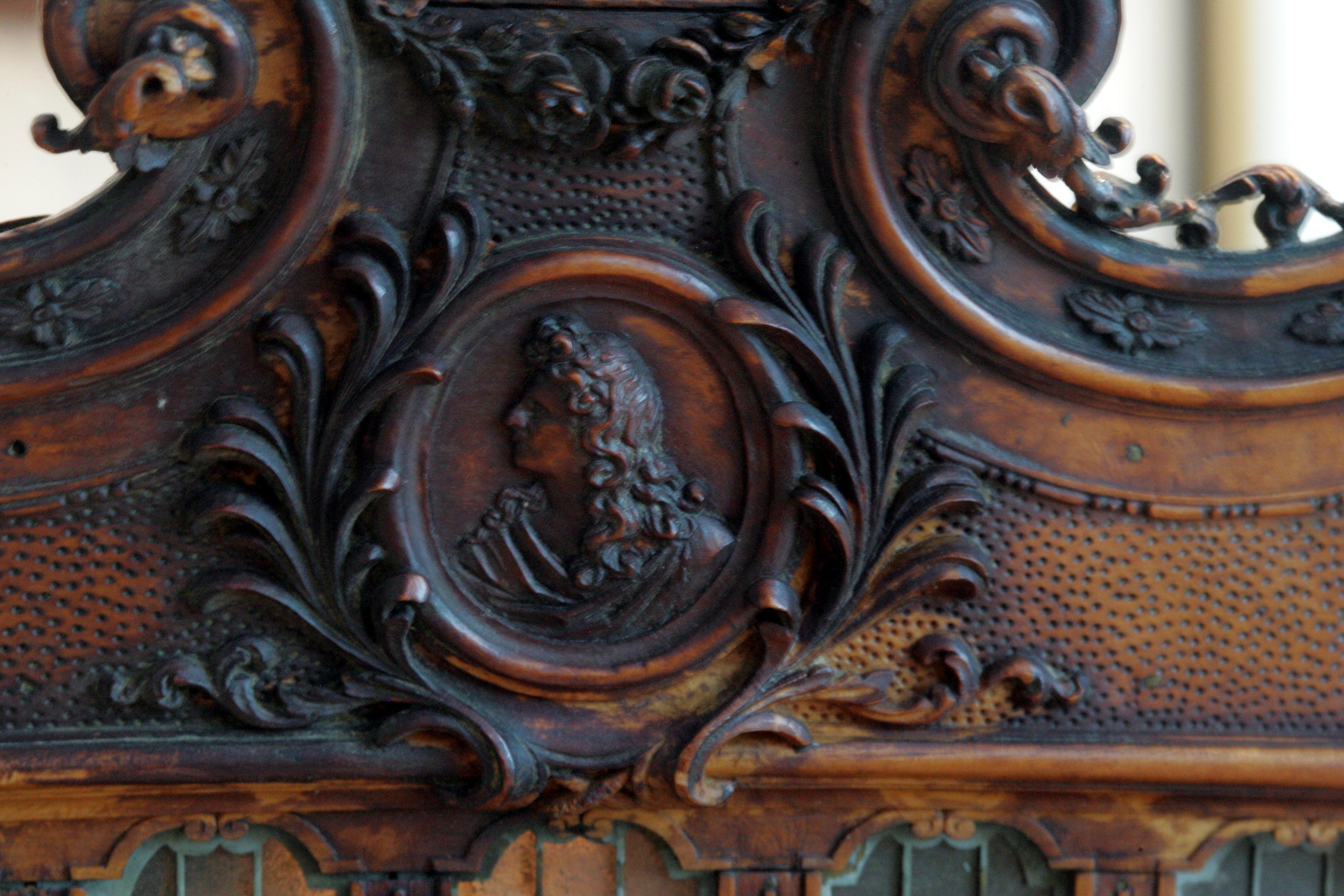
Vue détaillée sur la sculpture centrale du gaillard arrière. Elle représente le portrait de Louis XIV.

### Ouvrages récents
- Michel Vergé-Franceschi (dir.), Dictionnaire d'Histoire maritime, Paris, éditions Robert Laffont, coll. « Bouquins », 2002, 1508 p. (ISBN 2-221-08751-8 et 2-221-09744-0).
- Alain Boulaire, La Marine française : De la Royale de Richelieu aux missions d'aujourd'hui, Quimper, éditions Palantines, 2011, 383 p. (ISBN 978-2-35678-056-0)
- Rémi Monaque, Une histoire de la marine de guerre française, Paris, éditions Perrin, 2016, 526 p. (ISBN 978-2-262-03715-4)
- Jean Meyer et Martine Acerra, Histoire de la marine française : des origines à nos jours, Rennes, Ouest-France, 1994, 427 p. [détail de l’édition] (ISBN 2-7373-1129-2, BNF 35734655)
- Martine Acerra et André Zysberg, L'essor des marines de guerre européennes : vers 1680-1790, Paris, SEDES, coll. « Regards sur l'histoire » (no 119), 1997, 298 p. [détail de l’édition] (ISBN 2-7181-9515-0, BNF 36697883)
- Patrick Villiers, Jean-Pierre Duteil et Robert Muchembled (dir.), L'Europe, la mer et les colonies : XVIIe – XVIIIe siècle, Paris, Hachette supérieur, coll. « Carré histoire », 1997, 255 p. (ISBN 2-01-145196-5).
- Patrick Villiers, La France sur mer : De Louis XIII à Napoléon Ier, Paris, Fayard, coll. « Pluriel », 2015, 286 p. (ISBN 978-2-8185-0437-6)
- John A. Lynn (trad. de l'anglais), Les Guerres de Louis XIV, Paris, éditions Perrin, coll. « Tempus », 2014, 561 p. (ISBN 978-2-262-04755-9)
- Lucien Bély (dir.), Dictionnaire Louis XIV, Paris, éditions Robert Laffont, coll. « Bouquins », 2015, 1405 p. (ISBN 978-2-221-12482-6)
- Nicolas Siméon, Louis XIV et la mer, Paris, Édition Conti, 2007, 121 p. (ISBN 978-2-286-03157-2)
- Olivier Chaline, La mer et la France : Quand les Bourbons voulaient dominer les océans, Paris, Flammarion, coll. « Au fil de l’histoire », 2016, 560 p. (ISBN 978-2-08-133327-7)
- Jean-Michel Roche (dir.), Dictionnaire des bâtiments de la flotte de guerre française de Colbert à nos jours, t. 1, de 1671 à 1870, éditions LTP, 2005, 530 p. (lire en ligne)
- Alain Demerliac, La Marine de Louis XIV : nomenclature des vaisseaux du Roi-soleil de 1661 à 1715, Nice, Omega, 1992, 292 p. (ISBN 2-906381-15-2).
- Yves Horeau, Philippe Godin, Jean-Claude Chemin, Jean Piquemal et Yveline Yvernogeau, Tintin, Haddock et les Bateaux, Bruxelles, éditions Moulinsart, 1999, 58 p. (ISBN 2-930284-19-6).

### Ouvrages anciens
- Pierre Le Moyne d’Iberville, « Relation de Monsieur d’Iberville, depuis son départ de la Martinique, jusqu’à la prise et capitulation de l’île de Niéves, appartenante aux Anglois », Mercure Galant, Paris,‎ mai 1706, p. 282-319 (lire en ligne)
- René Duguay-Trouin, Relation de l'expédition de Rio-Janeiro, par une escadre de vaisseaux du Roy que commandoit Mr. Du Guay-Troüin, en 1712, Paris, Pierre Cot, 1723, 83 p. (lire en ligne)
- René Duguay-Trouin, Mémoires de Duguay-Trouin : 1689-1715, Paris, Foucault, 1820, in-4 (lire en ligne)
- Edmond Pâris, Collection de plans ou Dessins de navires et de bateaux anciens et modernes, existants ou disparus : avec les éléments numériques nécessaires à leur construction, t. 3, Paris, Gauthier-Villars, 1886, 128 p. (lire en ligne)
- Onésime Troude, Batailles navales de la France, t. 1, Paris, Challamel aîné, 1867-1868, 453 p. (lire en ligne).
- Charles La Roncière, Histoire de la Marine française : Le crépuscule du Grand règne, l’apogée de la Guerre de Course, t. 6, Paris, Plon, 1932, 674 p. (lire en ligne).